# Kurt Hellwig

Kurt Hellwig

Kurt Hellwig (* 5. Juni 1890 in Culmsee; † 6. Januar 1966 in Schwäbisch Hall) war ein deutscher Handwerker und Politiker (DNVP).

## Leben und Wirken
Nach dem Besuch der Volksschule in Culmsee (1897–1904) erlernte Hellwig von 1904 bis 1907 das Tischlerhandwerk. Danach wurde er bis 1910 an der Meisterschule in Gumbinnen unterrichtet. Von 1910 bis 1912 gehörte er dem Pionier-Bataillon 17 in Thorn an. Nach der Entlassung aus dem Militärdienst legte er 1913 die Meisterprüfung in Danzig ab.
Von 1914 bis 1918 nahm Hellwig mit der 3. Feld-Kompanie des Pionier-Bataillons 17 am Ersten Weltkrieg teil, in dem er einmal verwundet und mit dem Eisernen Kreuz I und II Klasse ausgezeichnet wurde. Nach dem Krieg beteiligte er sich am Grenzschutz Ost. Nach seiner „Verdrängung durch die Polen“ ließ Hellwig sich 1922 als selbständiger Tischler im Riesenburg nieder. Außerdem wurde er Vorstandsmitglied der Handwerkskammer Elbing.
Politisch engagierte Hellwig sich seit den 1920er Jahren in der Deutschnationalen Volkspartei (DNVP). Für diese wurde er zunächst Stadtverordneter und Kreistagsabgeordneter im Kreis Rosenberg (Westpreußen). Von November 1932 bis zum November 1933 saß Hellwig schließlich zwei Wahlperioden lang als Abgeordneter der DNVP für den Wahlkreis 1 (Ostpreußen) im Reichstag. Während seiner Abgeordnetenzeit stimmte er unter anderem für das von der Regierung Hitler eingebrachte Ermächtigungsgesetz vom März 1933.